# Носкевич, Иван Данилович
Иван Данилович Носкевич (род. 25 марта 1970 года, Теребличи, Столинский район, Брестская область, БССР) — председатель Следственного комитета Республики Беларусь (с 10 ноября 2015 г. по 11 марта 2021 г.), генерал-майор юстиции. Член Совета Безопасности Республики Беларусь (с 13 января 2016 года).

## Биография
Родился 25 марта 1970 года в д. Теребличи Столинского района Брестской области БССР.
С 1988 года по 1990 год проходил срочную военную службу в Вооружённых Силах СССР. В 1995 году с отличием окончил Украинскую государственную юридическую академию по специальности «Правоведение».
С 1995 по 2015 год работал в различных должностях в органах прокуратуры. С 2007 года — прокурор Пинского района Брестской области. C 2012 года занимал должность прокурора Брестской области.
В 2005 году окончил с отличием Полесский государственный университет по специальности «Экономист».
10 ноября 2015 года назначен Председателем Следственного комитета Республики Беларусь.
22 февраля 2016 года Ивану Носкевичу присвоено специальное звание генерал-майора юстиции.
В 2016 году окончил Академию управления при Президенте Республики Беларусь по специальности «Государственное строительство».
11 марта 2021 года отправлен в отставку с поста председателя Следственного комитета. По словам адвоката Андрея Мочалова, среди клиентов которого были потерпевшие, которые хотели возбуждения уголовных дел по факту пыток на Окрестина, все факты пыток были приняты центральным аппаратом Следственного комитета, который проводил расследование, но, когда его тогдашний руководитель Носкевич поднял вопрос об этом на совещании силовиков, его сразу уволили.
Кандидат юридических наук.

## Санкции ЕС, отдельных стран
31 августа 2020 года Носкевич был включён в список лиц, на которых наложен бессрочный запрет на въезд в Латвию, пятилетний запрет на въезд в Эстонию и запрет на въезд в Литву в связи с тем, что «своими действиями он организовал и поддержал фальсификацию президентских выборов 9 августа и последующее насильственное подавление мирных протестов».
6 ноября 2020 года стал субъектом запрета на поездки и замораживания активов по всему Европейскому союзу как часть списка белорусских чиновников, ответственных за политические репрессии, подтасовку результатов голосования и пропаганду. 24 ноября к этому пакету санкций ЕС присоединились Албания, Исландия, Лихтенштейн, Норвегия, Северная Македония, Черногория, а 11 декабря — и Швейцария. Кроме того, 6 ноября Носкевич попал под санкции Великобритании и Канады.

## Семья
Женат, имеет четверо детей.

## Награды
- почетная грамота Совета Министров Республики Беларусь[13]